# 葡萄牙行政區劃
葡萄牙的行政區劃，確立於康乃馨革命後制定的1976年《葡萄牙憲法》，共分為區（distrito）/自治区（região autónoma）、市镇（ 或 ）、堂區（freguesia）三個等級。

## 簡介
葡萄牙的第一級行政區為行政區（distrito administrativo；通常简称「區」）、以及2個位於海外的自治区（região autónoma）：亚速尔自治区與马德拉自治区。區與自治區之下設市镇（ 或 ），是葡萄牙的基層政權單位，全國共設有308個（至2006年）。按照慣例，市镇之下會再劃分為數個堂區（又稱為「民政堂區」）；北部的市镇通常有較多的堂區，其中巴塞卢什擁有61個堂區，是各市镇當中最多的，但也有5個市镇只設有1個堂區，而亞速群島的科爾武是唯一沒有設置堂區的市镇。
為了行政上的方便，葡萄牙政府原計畫仿效法國，將全國劃分為7個大區（Região），但在1998年舉行的公民投票上被否決，不過部分官方的統計資料上仍有採用。2003年，葡萄牙政府在本土設置5個區域協調及發展委員會（簡稱CCDR），將中央的部分行政和財政劃分權下放地方。CCDR的轄區劃分，後來納入歐盟的NUTS制度之中。
除了正規的地方區劃，葡萄牙自2008年起允許規模較大的都市，可聯合周邊衛星都市設置具有政府法人性質的「都會區」（Grande área metropolitana），目前有里斯本、波爾圖兩個城市使用此制度；同年起亦有部份規模較小的都市自發組成數個城際共同體（Comunidade Intermunicipal），以增進都市的競爭力。

## 行政區劃概覽

### 區
葡萄牙的區有18個，均位於本土。

### 自治區
葡萄牙的自治區有2個，皆是位於大西洋上的海外領土。

## 大區概覽
葡萄牙CCDR轄區劃分為7個大區，5個位於本土，2個位於大西洋上的海外領土。
1. 北部大區
2. 中部大區
3. 里斯本大區
4. 阿連特茹大區
5. 阿爾加維大區
6. 亚速尔大区
7. 马德拉大区

## 外部連結
- Lisbon Metropolitan Area
- Greater Porto
- Madeira's Regional Government
- Azores' Regional Government （页面存档备份，存于）
- CityMayors feature （页面存档备份，存于）
- Current and Former Colonies and Possessions of Portugal （页面存档备份，存于） from WorldStatesmen.org